# Halictus indefinitus
Halictus indefinitus är en biart som beskrevs av Blüthgen 1923. Halictus indefinitus ingår i släktet bandbin, och familjen vägbin. Inga underarter finns listade i Catalogue of Life.